# 牛鳳
牛鳳（1470年—1544年），字道徵，號西唐、西塘，河南南陽府裕州葉縣人，民籍，明朝政治人物。

## 生平
正德五年（1510年）庚午科河南鄉試第七十一名舉人。正德六年（1511年）中式辛未科會試第六名，登第二甲第六十三名進士。授吏部验封司主事，歷升员外郎、郎中，因参与劝谏武宗南巡，被廷杖。世宗继位，升從四品俸，轉考功司郎中。嘉靖二年（1523年）十月升南京太僕寺少卿，三年十二月改北太僕寺少卿，奉敕督畿内馬政，六年六月升南京太常寺卿，七年十月以勾补厨役事与南京礼部争辩，罚俸三月，因奉天門鸱吻被天灾毁坏，八年四月乞致仕。卒年七十五。

## 家族
曾祖牛貴；祖父牛麟；父牛鐸，曾任陕西隴城巡檢。母鄒氏。永感下。兄牛宣、牛隆。子牛沈度，嘉靖進士；次子牛沈裕，嘉靖丁酉舉人。